# Ophisma violetta
Ophisma violetta är en fjärilsart som beskrevs av Arnold Pagenstecher 1897. Ophisma violetta ingår i släktet Ophisma och familjen nattflyn. Inga underarter finns listade i Catalogue of Life.